# Psammolyce darwini
Psammolyce darwini är en ringmaskart som först beskrevs av McIntosh 1885.  Psammolyce darwini ingår i släktet Psammolyce och familjen Sigalionidae. Inga underarter finns listade i Catalogue of Life.